# 腾格里额里斯苏木
腾格里额里斯苏木，是中国内蒙古自治区阿拉善盟阿拉善左旗下辖的一个乡镇级行政单位。

## 行政区划
腾格里额里斯苏木共辖以下地区：
查拉格日嘎查村、塔本陶勒盖嘎查村、特莫乌拉嘎查村、乌兰哈达嘎查村。